# بيتر بينيت (لاعب كرة قدم)
بيتر بينيت (بالإنجليزية: Peter Bennett)‏ (29 أكتوبر 1969 - ) هو لاعب كرة قدم أسترالي في مركز الدفاع. لعب مع سيدني تايغرز.